# Nissan Elgrand
Der Nissan Elgrand ist ein Premium-Van des japanischen Automobilherstellers Nissan und wird in Japan und anderen Ländern Asiens, beispielsweise Hongkong, angeboten. Das Fahrzeug wird auch als Nissan Caravan Elgrand und Nissan Homy Elgrand verkauft. Diese Großraumlimousine ist in allen Generationen wahlweise mit Zweirad- oder Allradantrieb und sieben oder acht Sitzplätzen erhältlich.

## Elgrand E50 (1997–2002)

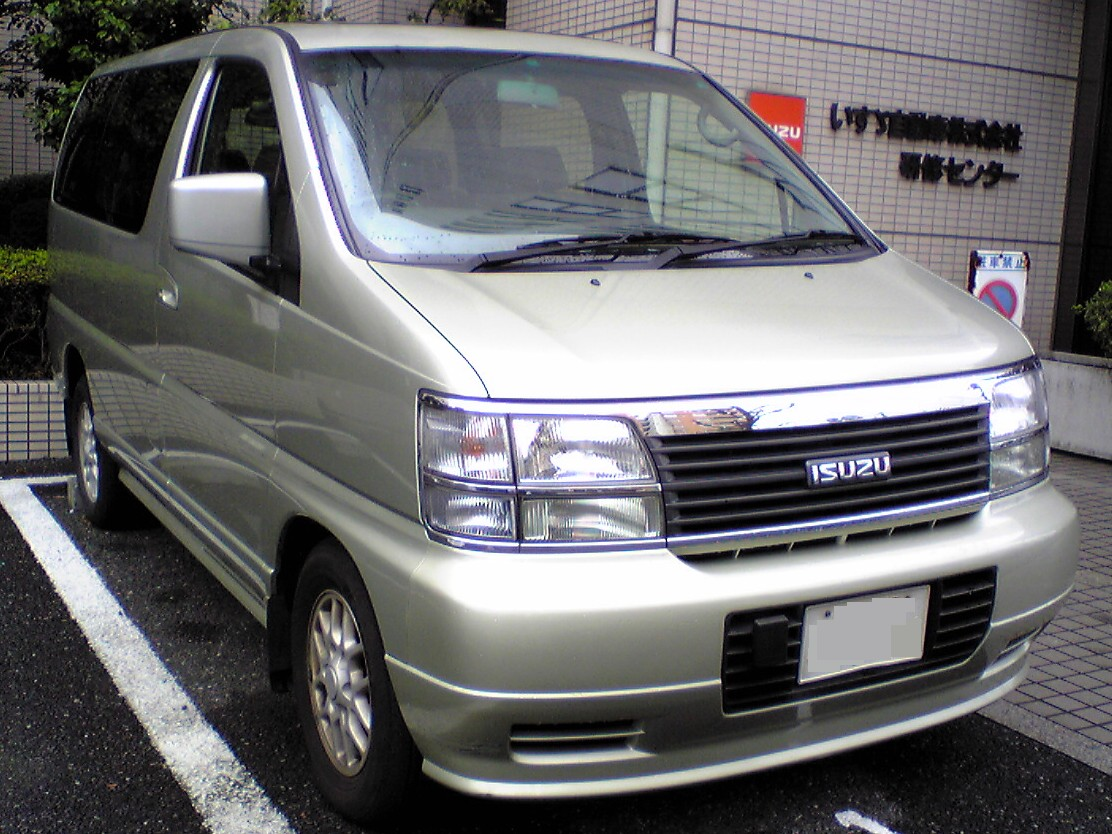
Isuzu Filly (1997–2001)

Die erste Generation des Elgrand war in den Ausstattungsvarianten J, V, X, Highway Star und dem von Autech Japan verfeinerten Rider erhältlich. Der Van erfreute sich großer Beliebtheit durch das großzügige Platzangebot mit sieben oder acht Sitzplätzen sowie die Vielzahl an serienmäßigen beziehungsweise optional erhältlichen Ausstattungsdetails. Dazu zählen beispielsweise ABS, Einzel- oder Doppelairbags, ein elektrischer Antrieb für die Schiebetür, Zweizonenklimaanlage, Ultraschall-Einparkhilfe, einen oder zwei Monitore im Armaturenbrett bzw. Fond, zwei Sonnendächer und Teil- oder Volllederausstattung. Darüber hinaus gab es mehrere Sondermodelle, die auch eine Variante mit langem Radstand und Hochdach umfassen. Letztere war als Jumbo-Taxi mit elf Sitzplätzen, Wohnmobil oder Rettungswagen erhältlich.
Das Angebot umfasste während der Produktionszeit ständig je einen Benzin- sowie Turbodieselmotor und ein vierstufiges Automatikgetriebe, allerdings wurden im E50 insgesamt 4 verschiedene Triebwerke verbaut. Der Antrieb erfolgte serienmäßig über die Hinterräder, auf Wunsch war aber auch ein Allradantrieb erhältlich.
Auf dem japanischen Markt war der Nissan Elgrand E50 auch als Isuzu Filly erhältlich.

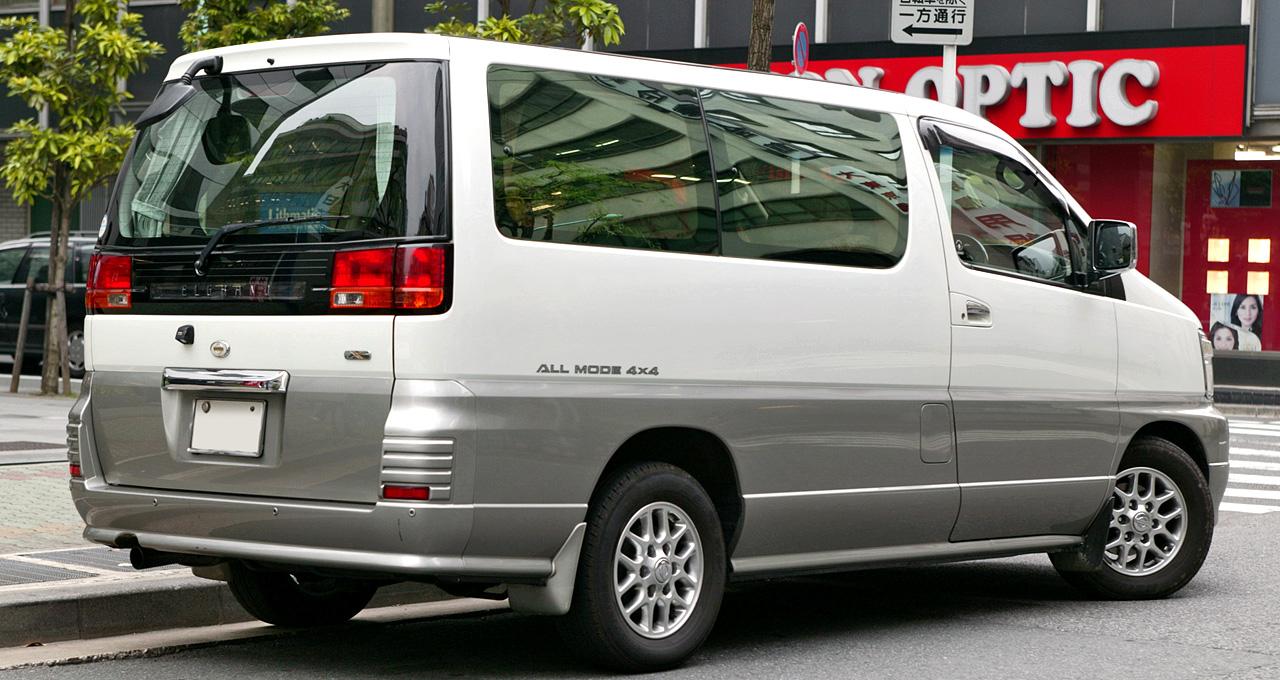
Heckansicht
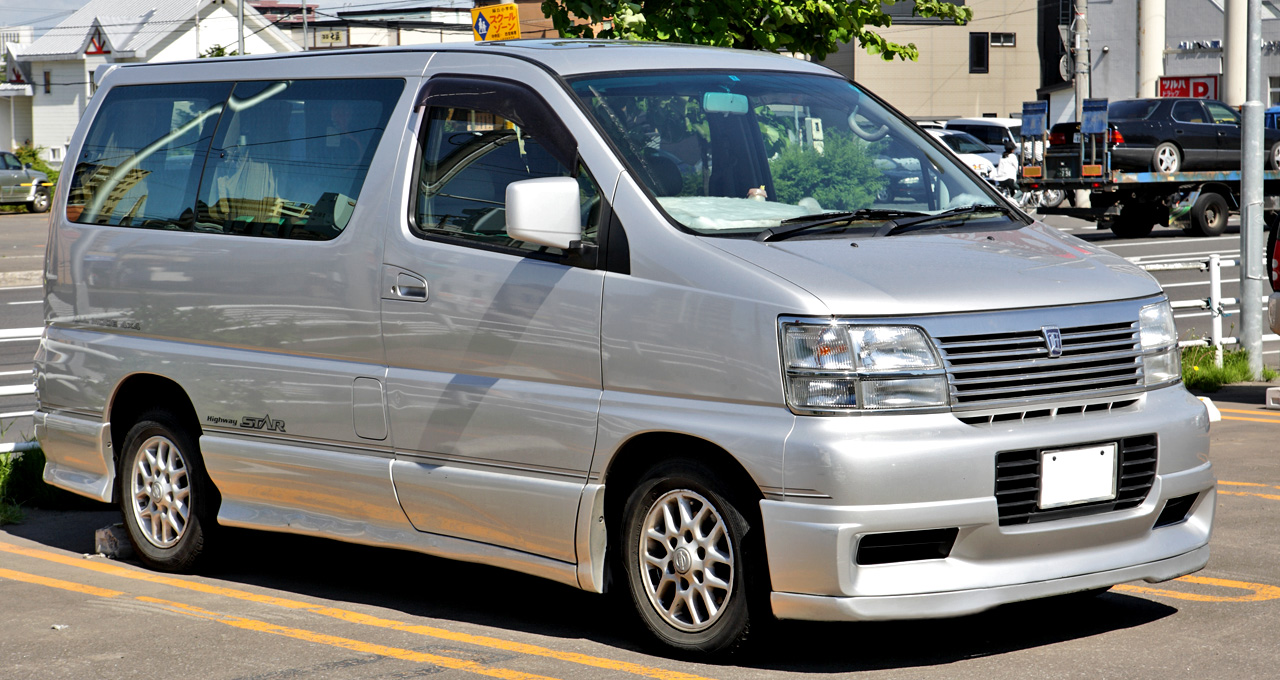
Variante Highway Star mit Verspoilerung ab Werk
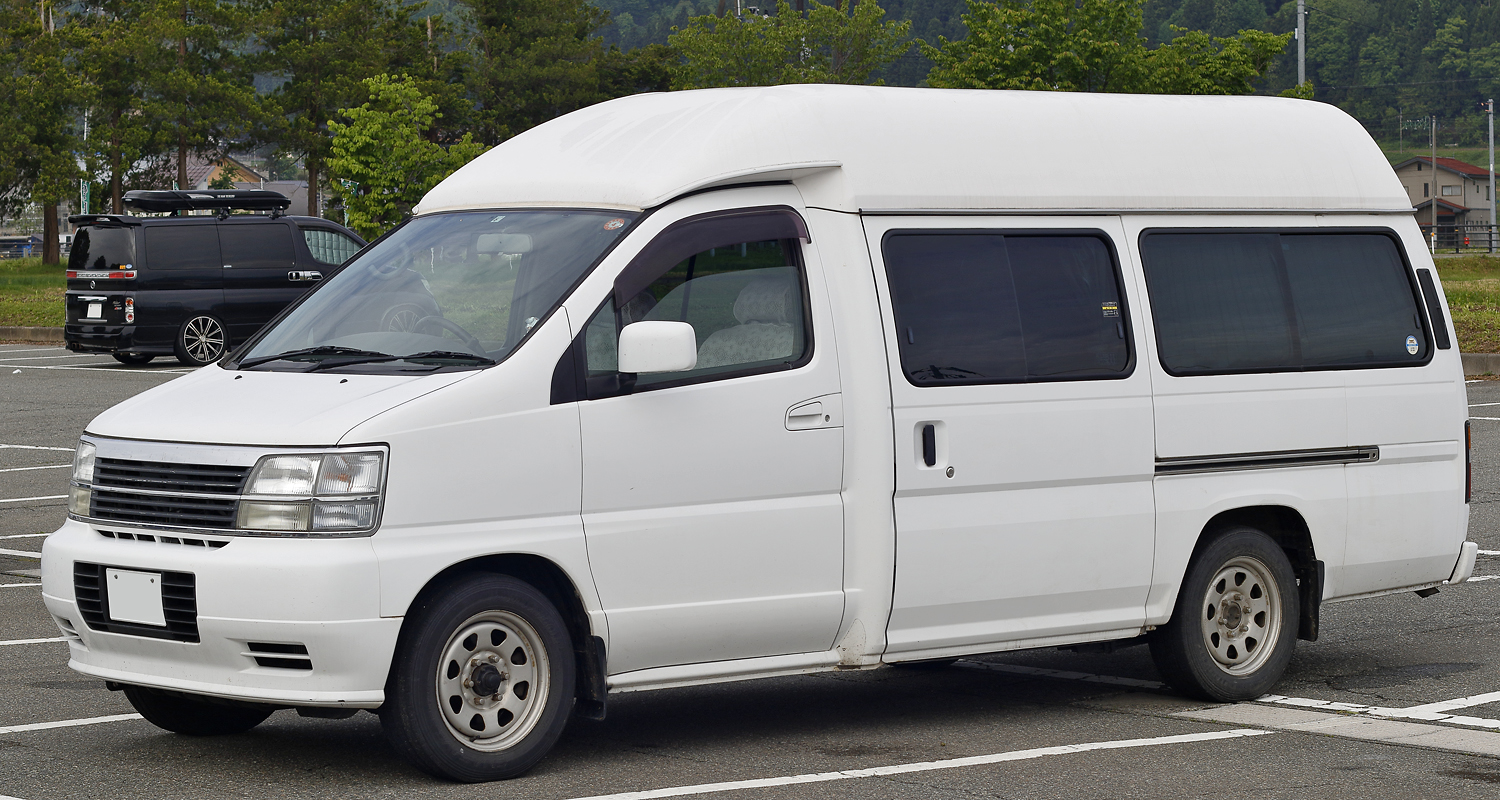
Jumbo-Taxi mit langem Radstand und Hochdach
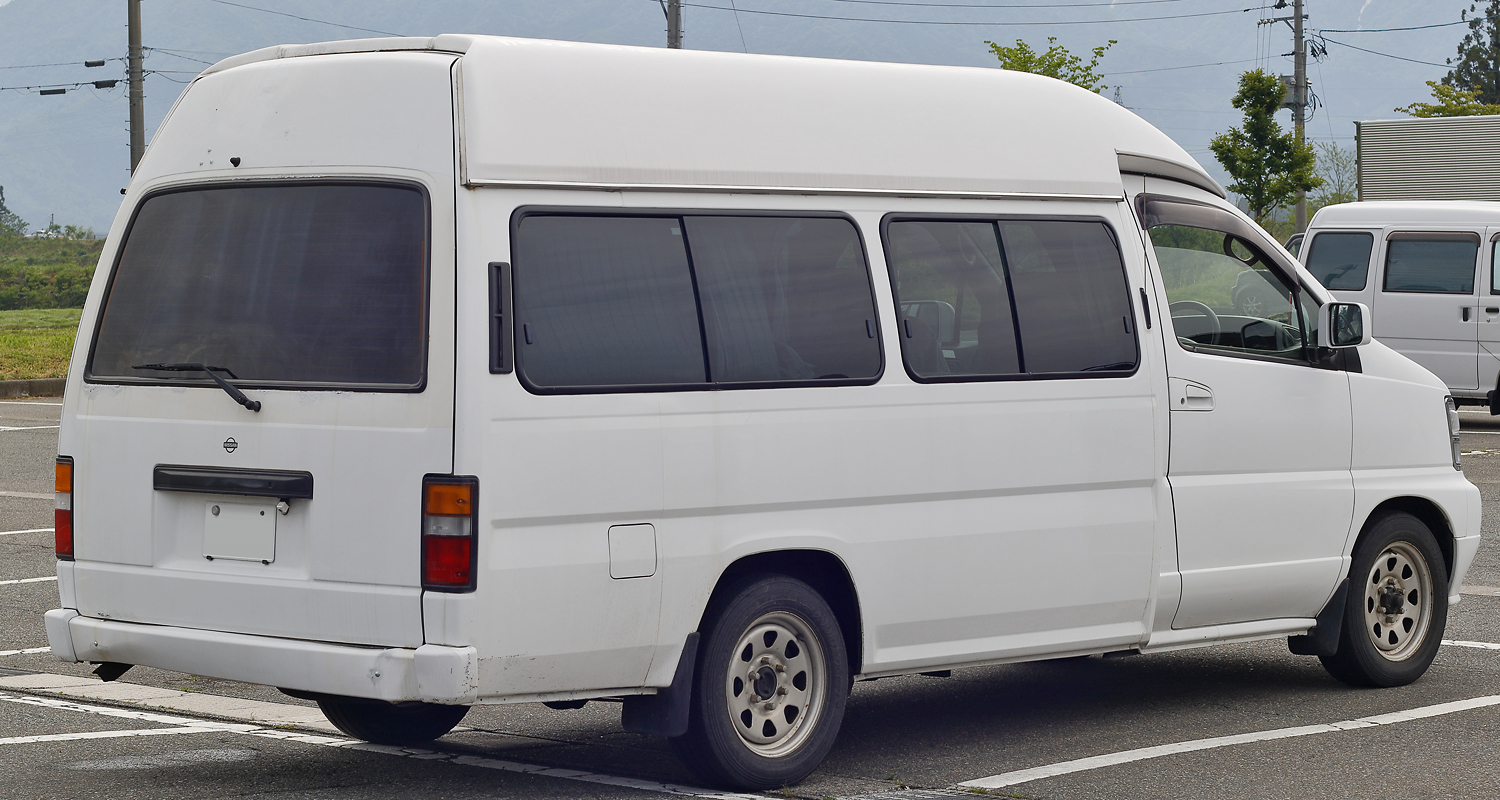
Jumbo-Taxi mit langem Radstand und Hochdach
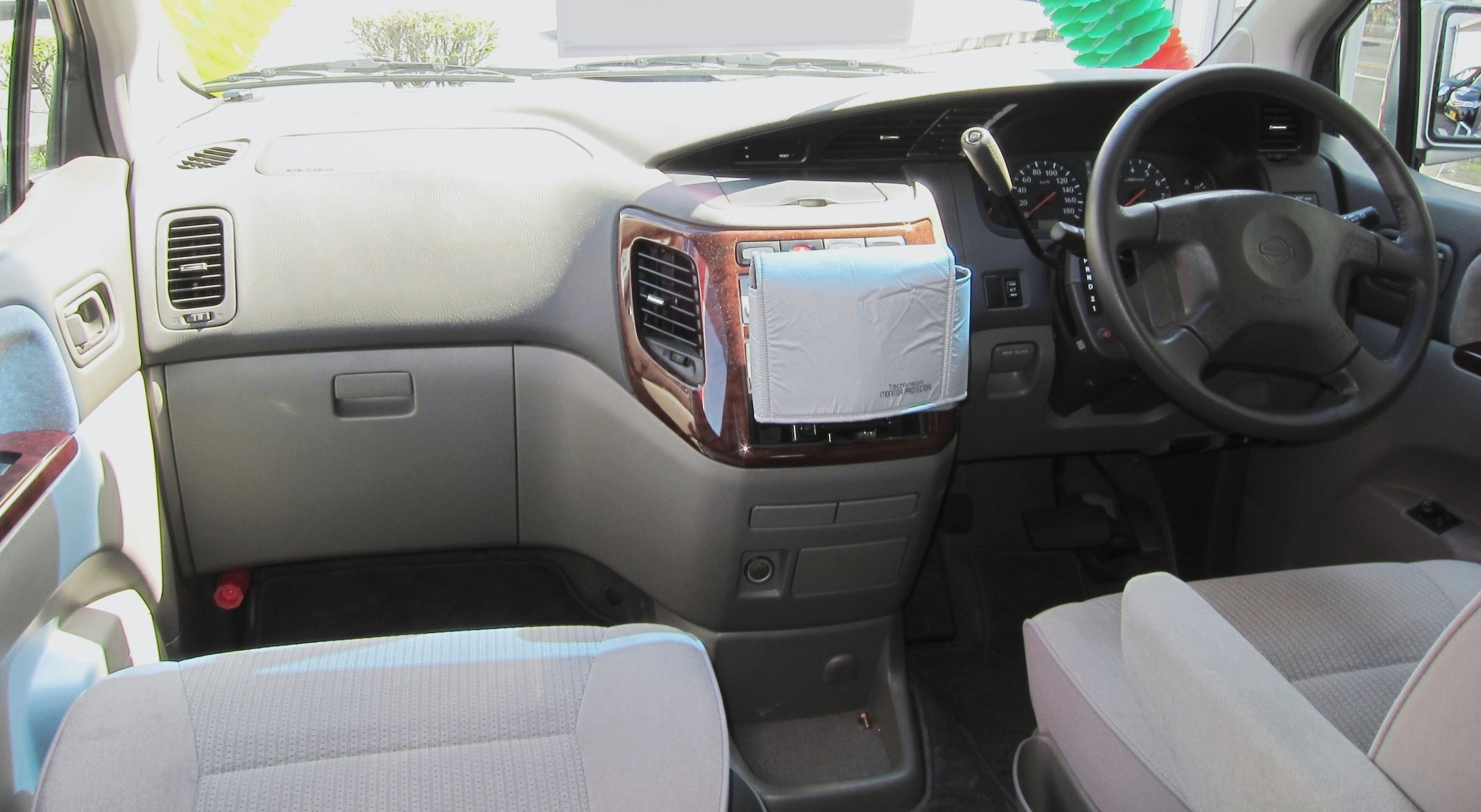
Interieur

| Nissan Elgrand E50         | 3.3                                  | 3.5                                  | 3.2 TD                                        | 3.0 Di                                        |
| -------------------------- | ------------------------------------ | ------------------------------------ | --------------------------------------------- | --------------------------------------------- |
| Bauzeitraum:               | 1997–2000                            | 2000–2002                            | 1997–1999                                     | 1999–2002                                     |
| Motor:                     | 6-Zylinder-Ottomotor in V-Bauweise   | 6-Zylinder-Ottomotor in V-Bauweise   | 4-Zylinder-Turbodieselmotor in Reihenbauweise | 4-Zylinder-Turbodieselmotor in Reihenbauweise |
| Hubraum:                   | 3274 cm³                             | 3498 cm³                             | 3153 cm³                                      | 2953 cm³                                      |
| Motortyp:                  | VG33E                                | VQ35DE                               | QD32ETi                                       | ZD30DDTi                                      |
| Bohrung × Hub:             | 91,5 × 83,0 mm                       | 95,5 × 81,4 mm                       | 99,2 × 102,0 mm                               | 96,0 × 102,0 mm                               |
| Leistung bei 1/min:        | 125 kW (170 PS) bei 4800             | 177 kW (240 PS) bei 6000             | 110 kW (150 PS) bei 3600                      | 125 kW (170 PS) bei 3600                      |
| Max. Drehmoment bei 1/min: | 266 Nm bei 2800                      | 353 Nm bei 3200                      | 333 Nm bei 2000                               | 353 Nm bei 1800                               |
| Verdichtung:               | 8,9:1                                | 10,0:1                               | 22,0:1                                        | 17,9:1                                        |
| Gemischaufbereitung:       | Elektronische Einspritzung           | Elektronische Einspritzung           | Elektronische Einspritzung                    | Direkteinspritzung                            |
| Ventilsteuerung:           | OHC                                  | DOHC                                 | OHV                                           | DOHC                                          |
| Kühlung:                   | Wasserkühlung                        | Wasserkühlung                        | Wasserkühlung                                 | Wasserkühlung                                 |
| Getriebe:                  | 4-Gang-Automatikgetriebe             | 4-Gang-Automatikgetriebe             | 4-Gang-Automatikgetriebe                      | 4-Gang-Automatikgetriebe                      |
| Antrieb, serienmäßig:      | Hinterradantrieb                     | Hinterradantrieb                     | Hinterradantrieb                              | Hinterradantrieb                              |
| Antrieb, optional:         | Allradantrieb                        | Allradantrieb                        | Allradantrieb                                 | Allradantrieb                                 |
| Spurweite vorn/hinten:     | 1510/1515 mm                         | 1510/1515 mm                         | 1510/1515 mm                                  | 1510/1515 mm                                  |
| Radstand:                  | 2900–? mm                            | 2900–? mm                            | 2900–? mm                                     | 2900–? mm                                     |
| Abmessungen:               | 4740–4775 × 1775–1800 × 1945–1955 mm | 4740–4775 × 1775–1800 × 1945–1955 mm | 4740–4775 × 1775–1800 × 1945–1955 mm          | 4740–4775 × 1775–1800 × 1945–1955 mm          |
| Leergewicht:               | 2030–2050 kg                         | 2040 kg                              | 2100 kg                                       | 2140 kg                                       |
| Höchstgeschwindigkeit:     | nicht angegeben                      | nicht angegeben                      | nicht angegeben                               | nicht angegeben                               |
| 0–100 km/h:                | nicht angegeben                      | nicht angegeben                      | nicht angegeben                               | nicht angegeben                               |

## Elgrand E51 (2002–2010)
Den Elgrand der zweiten Generation gibt es, wie bereits das vorhergegangene Modell, in zwei Ausführungen mit sieben oder acht Sitzplätzen, wobei die siebensitzige Variante in der zweiten Reihe mit Einzelsitzen ausgerüstet ist. Im Vergleich zum Vorgängermodell wurde das Design des Fahrzeugs wesentlich moderner und runder gestaltet. So wurde die Frontpartie angeschrägt und die Stoßstange an die Form des Kühlergrills angepasst. Auch der Übergang zu den Kotflügeln sowie Außenspiegeln ist fließend und sorgt so für eine dynamischere Optik.
Darüber hinaus brachte der E51 weitere Änderungen der Karosserie mit sich, sodass der Innenraum trotz verringerter Fahrzeughöhe in allen Dimensionen größer gestaltet werden konnte als noch beim E50. Dies wurde insbesondere durch einen um 40 mm abgesenkten und ebener gestalteten Fahrzeugboden sowie ein breiteres Dach erreicht. Des Weiteren profitiert der Komfort beim Einsteigen von dieser Änderung, da die Zustiegshöhe reduziert werden konnte. Mit dem Elgrand E51 wurden erstmals zwei seitliche Schiebetüren angeboten, obwohl auch weiterhin eine viertürige Variante zu haben war.
Erhältlich waren die Ausstattungsvarianten V, VG, X, XL und das Sportmodell Highway Star, das unter anderem mit einem exklusiven Aerodynamikpaket sowie einem Sportfahrwerk ausgestattet war. Darüber hinaus wurden von Autech das Modell Rider und unter der Bezeichnung Enchante Sonderumbauten für körperlich beeinträchtigte Personen angeboten, bei denen sich beispielsweise ein Sitz der zweiten Sitzreihe elektrisch aus dem Fahrzeug herausschwenken lässt, um ein leichtes Einsteigen zu ermöglichen. Je nach Ausstattungsvariante sind viele luxuriöse Features verbaut, unter anderem ein im Armaturenbrett platzierter LC-Bildschirm oder ein schlüsselloses Startsystem. Darüber hinaus waren elektrische Türen mit Fernbedienung, Zweizonenklimaanlage für Fahrer und Beifahrer sowie eine davon unabhängige Klimaanlage für die Fondpassagiere, Abstandsregeltempomat, Navigations-/TV-System mit zwei Monitoren und DVD-Laufwerk, Rückfahrkamera mit Farbbild, zwei Schiebedächer, elektrische Ausstellfenster für die dritte Sitzreihe, elektrisch bedienbare Vorhänge an den Schiebetüren und weitere Extras erhältlich. Die Außenfarbe konnte aus sieben verschiedenen Lacken gewählt werden, wobei auch zweifarbige Lackierungen möglich waren. Zwei weitere Farbtöne standen exklusiv für das Modell Highway Star zur Verfügung.
Zum Verkaufsbeginn war nur ein V6-Benzinmotor mit 3,5 Litern Hubraum und ein fünfstufiges Automatikgetriebe mit Handschaltmodus erhältlich. Der Elgrand wird serienmäßig über die Hinterräder angetrieben, jedoch ist wie beim Vorgängermodell ein Allradantrieb erhältlich. Dieser leitet die Antriebskraft normalerweise nur auf die Hinterachse, je nach Fahrbahnbeschaffenheit erfolgt aber eine automatisch Verteilung in einem Verhältnis von bis zu 50:50 auf Vorder- und Hinterräder. Der E51 hat eine Mehrlenkerhinterachse und innenbelüftete Scheibenbremsen rundum.

### Modellpflege

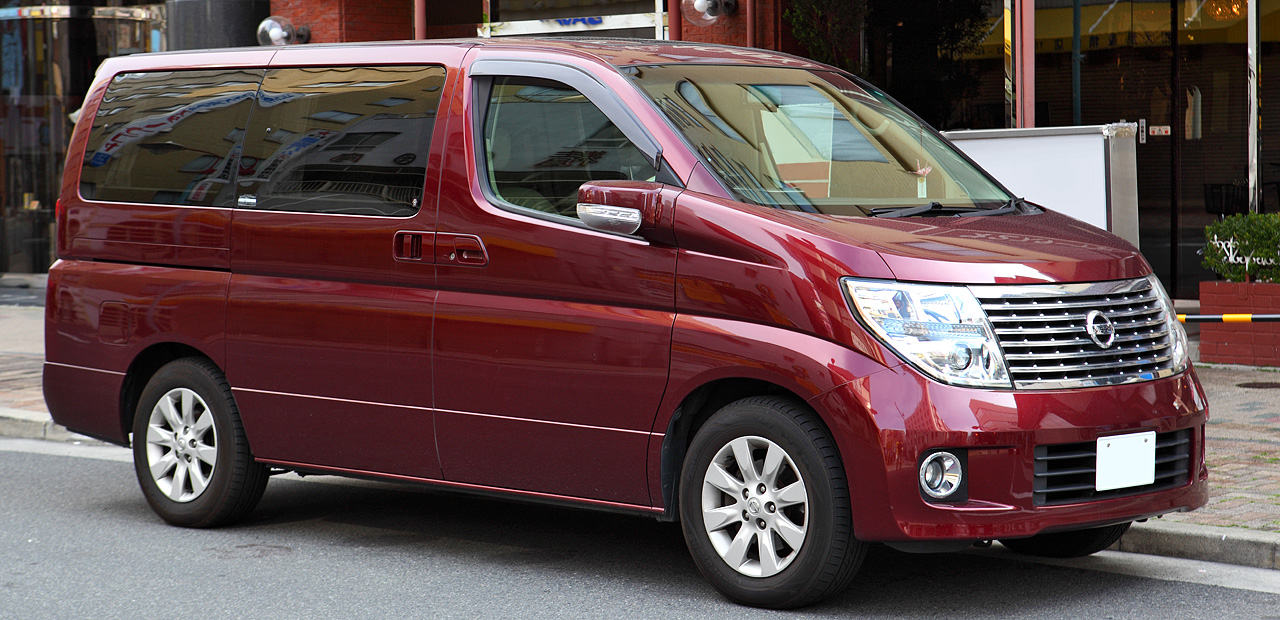
Faceliftmodell des Elgrand E51 (2004–2010)

Im August 2004 wurde am Elgrand ein Facelift durchgeführt, wobei das Modell Highway Star schon 2003 eine leichte Modellpflege erhalten hat und nun erneut eine Überarbeitung erfuhr. Das Styling wurde durch andere Scheinwerfer sowie einen neuen Kühlergrill leicht aufgefrischt und die Seitenblinker wurden in die Außenspiegel integriert. Auch am Heck wurden veränderte Rückleuchten verbaut und geringfügige Änderungen im Innenraum vorgenommen. Neue Ausstattungsdetails hielten auch Einzug, unter anderem Adaptive Forward Lighting, wie es auch im Toyota Previa zu haben ist. Darüber hinaus war nun ein Bose-Soundsystem erhältlich. Vier Monate später, im Dezember, wurde ein neuer 2,5 Liter Ottomotor ins Programm aufgenommen.
Im Jahr 2007 erfolgte eine erneute Modellpflege, die nur am Highway Star einen veränderten Kühlergrill mit sich brachte. Allerdings erweiterte Nissan das Ausstattungsangebot, darunter befand sich als Weltneuheit eine selbst entwickelte und Around View Monitor genannte Rundumsicht-Einparkhilfe. Bei diesem System nehmen vier Weitwinkelkameras, die rund ums Auto im Kühlergrill, den Außenspiegeln und am Heck positioniert sind, ein Echtzeitbild der kompletten Fahrzeugumgebung auf. Die Videoaufnahme wird anschließend vom Steuergerät entzerrt und aus der Vogelperspektive auf dem Monitor im Armaturenbrett dargestellt. Unterstützt wird der Fahrer überdies noch durch Ultraschallsensoren, die die Distanz zu Hindernissen messen und den jeweiligen Abstand als akustische sowie optische Warnung ausgeben.

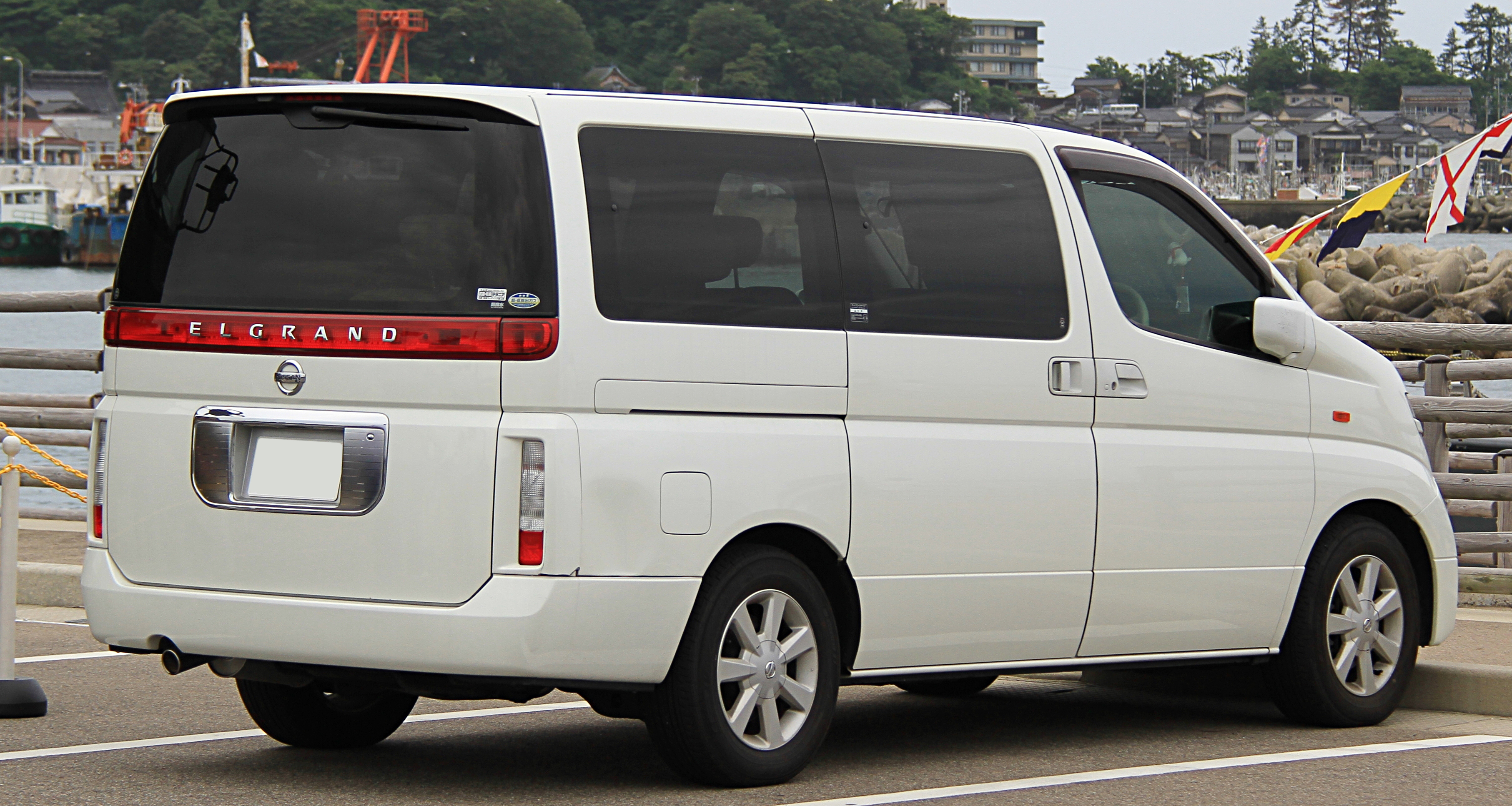
Heckansicht des Elgrand (2002–2004)
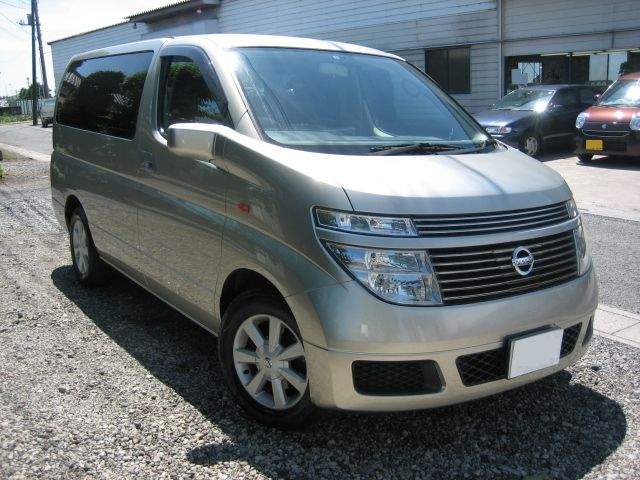
Viertürige Variante (2002–2004)
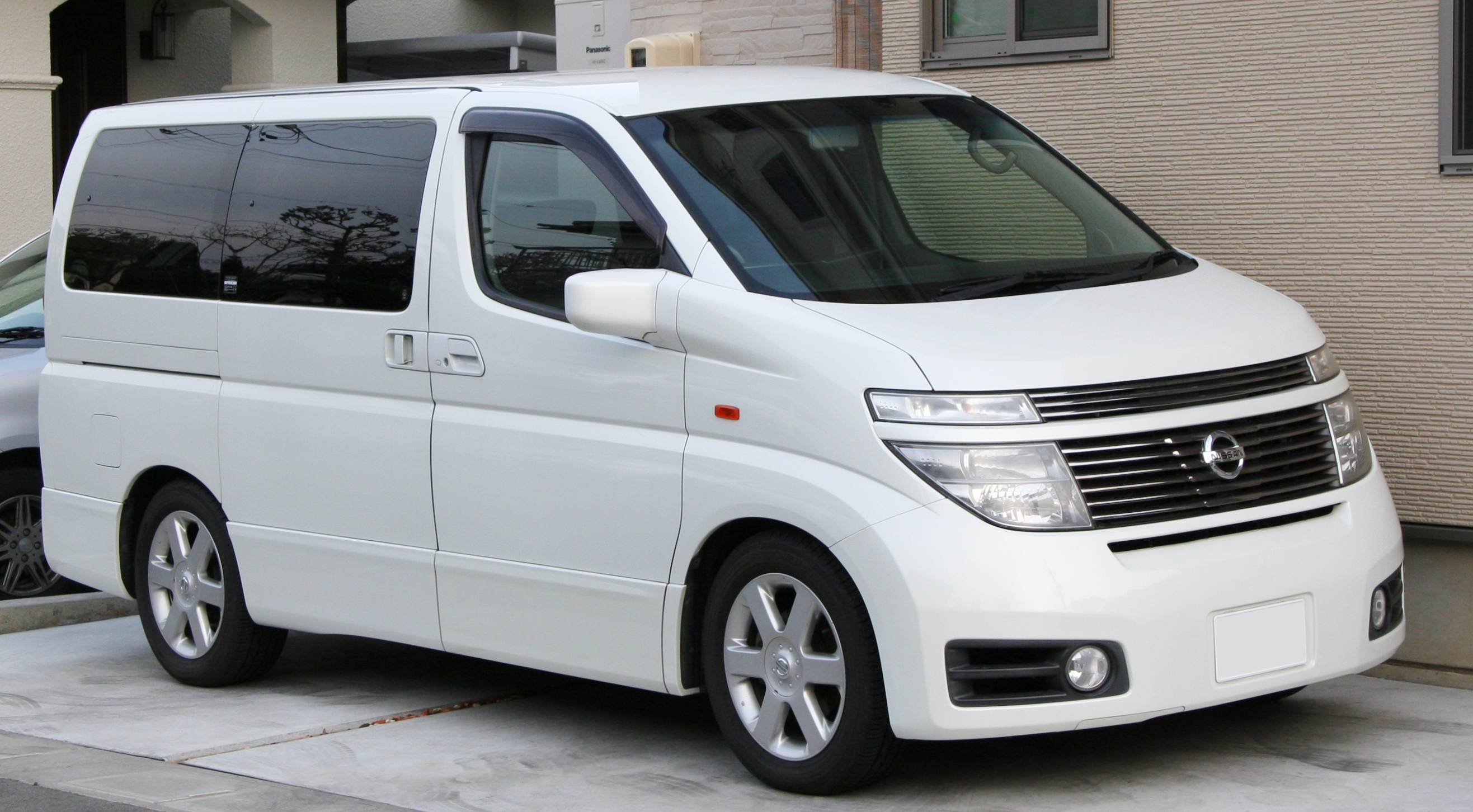
Elgrand Highway Star (2002–2003)
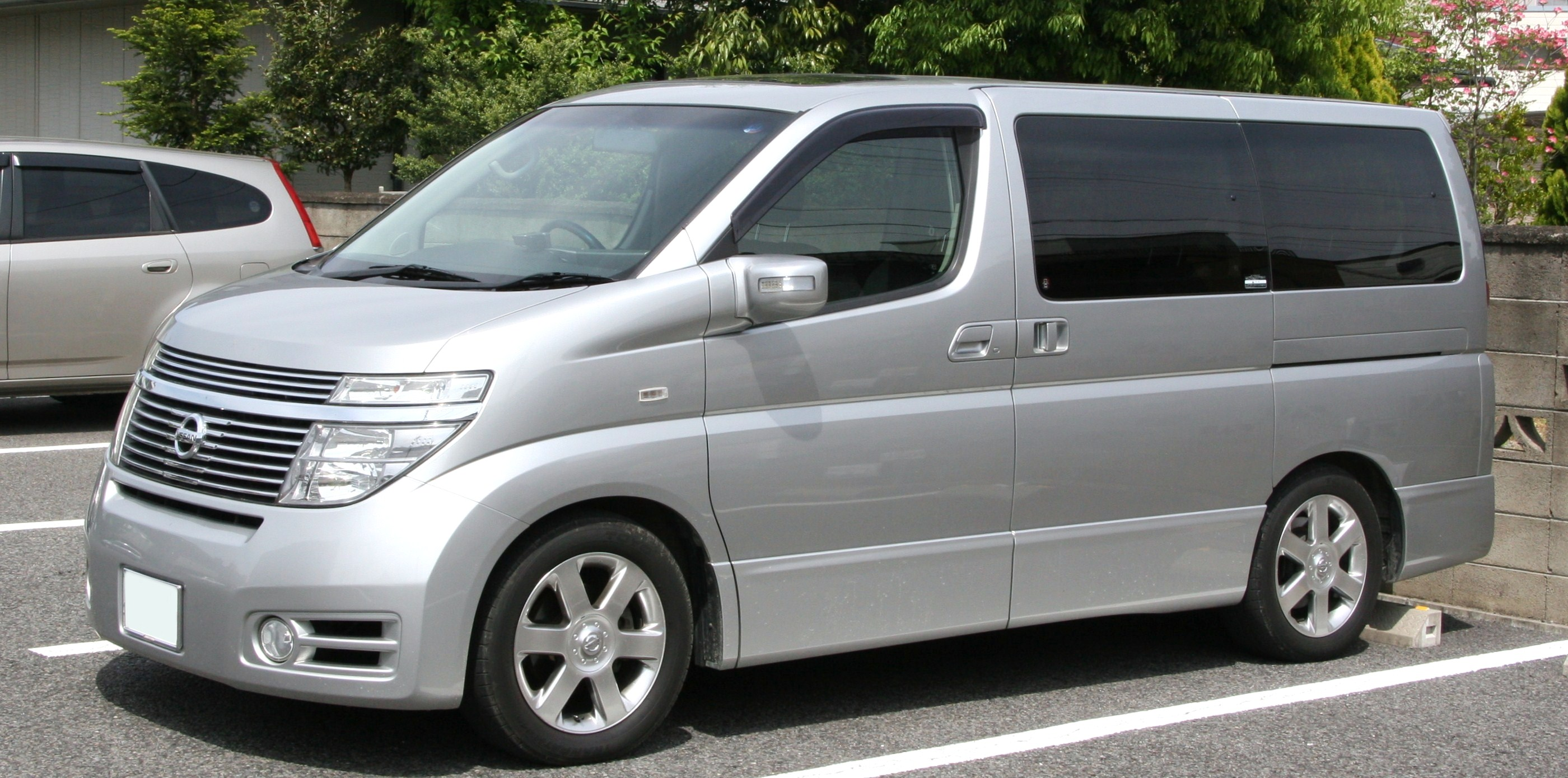
Elgrand Highway Star (2003–2004)
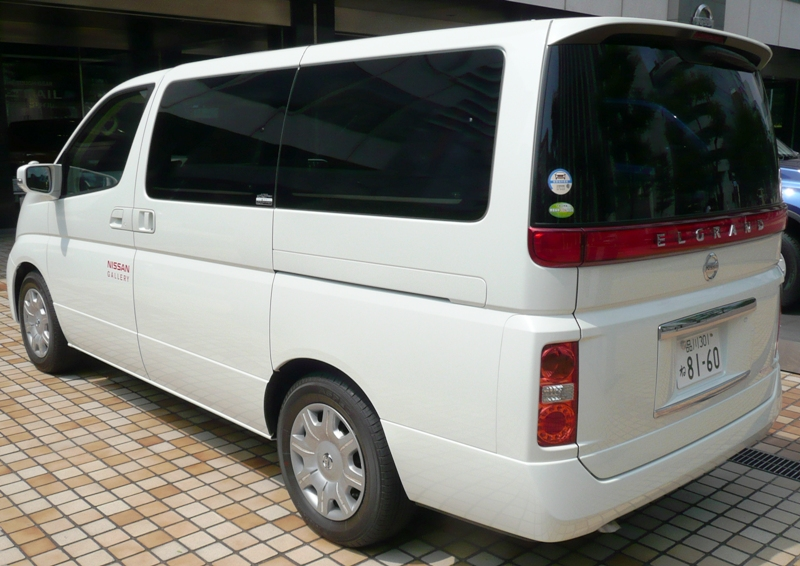
Heckansicht nach der Modellpflege (2004–2010)
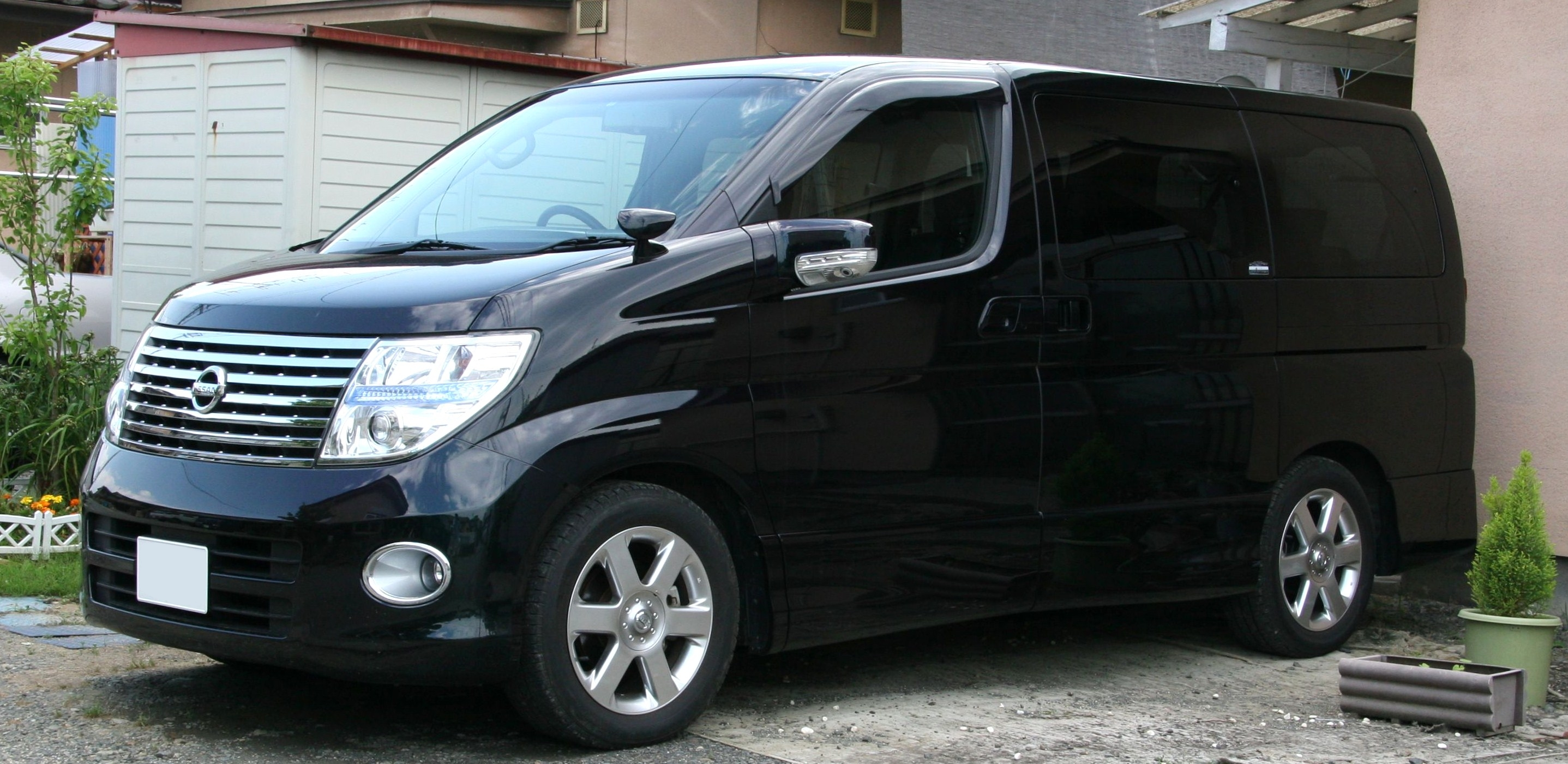
Elgrand Highway Star (2004–2007)
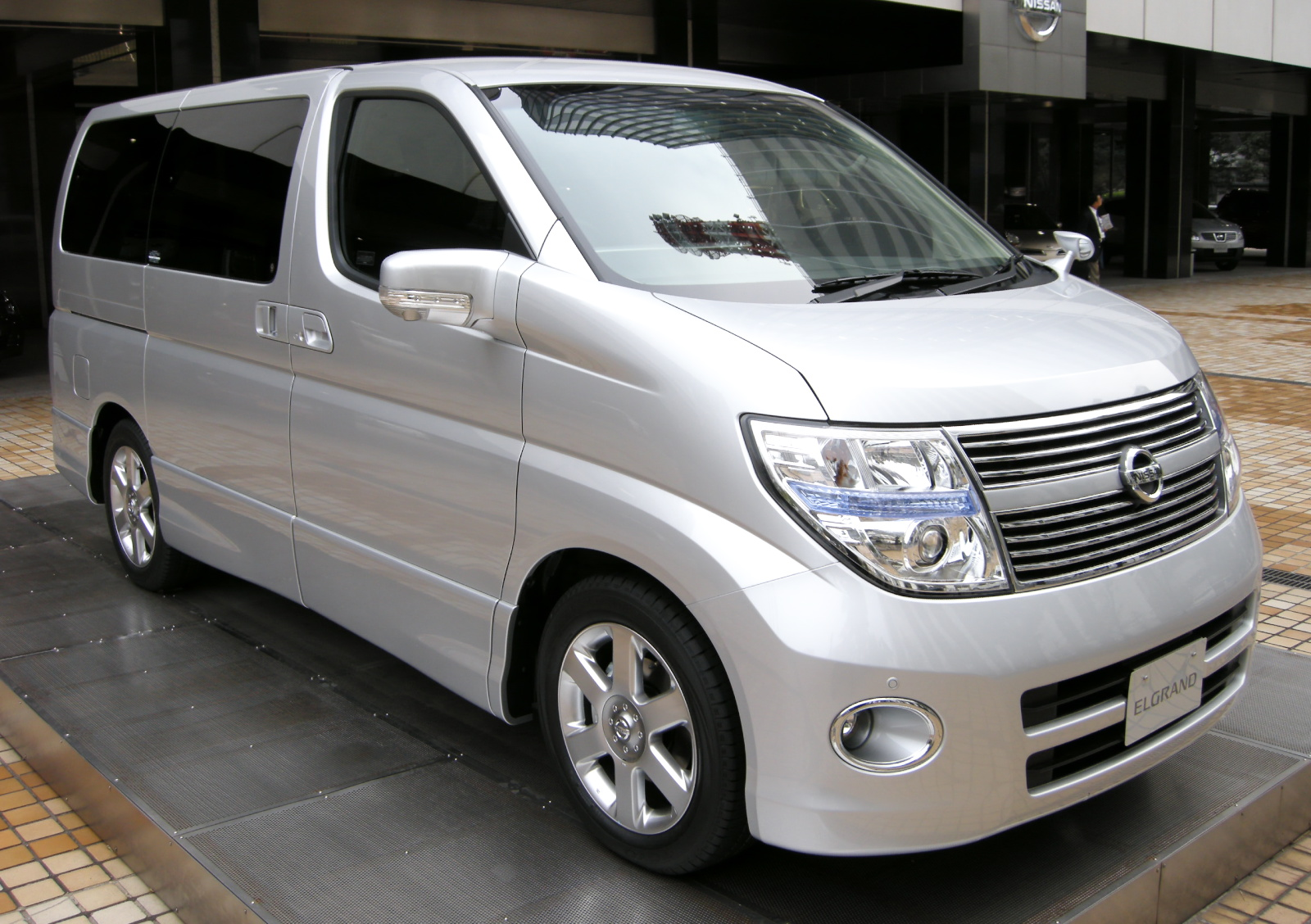
Elgrand Highway Star (2007–2010)
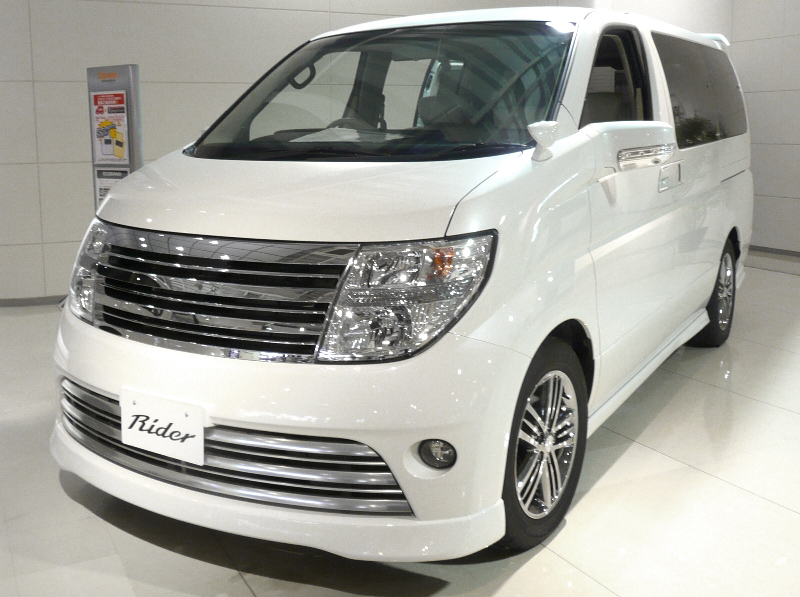
Elgrand Rider von Autech
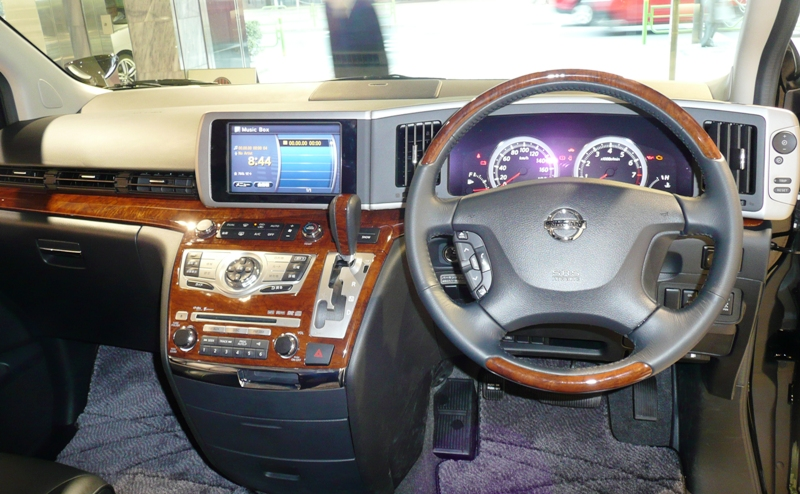
Der Innenraum des  Elgrand E51 mit LC-Bildschirm
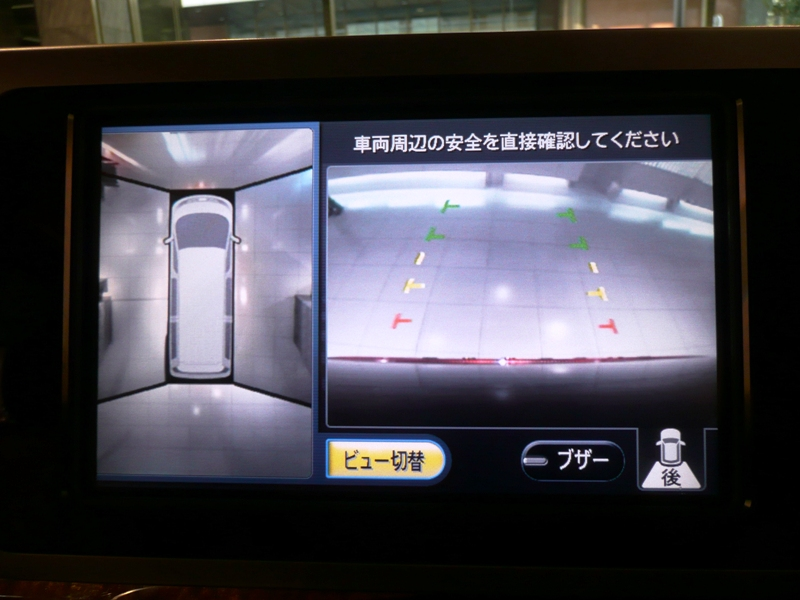
Rundumsicht-Einparkhilfe "Around View Monitor"

| Nissan Elgrand E51                     | 250                                          | 350                                          |
| -------------------------------------- | -------------------------------------------- | -------------------------------------------- |
| Bauzeitraum:                           | 2004–2010                                    | 2002–2010                                    |
| Motor:                                 | 6-Zylinder-V-Ottomotor                       | 6-Zylinder-V-Ottomotor                       |
| Hubraum:                               | 2495 cm³                                     | 3498 cm³                                     |
| Motortyp:                              | VQ25DE                                       | VQ35DE                                       |
| Bohrung × Hub:                         | 85,0 × 73,3 mm                               | 95,5 × 81,4 mm                               |
| Leistung bei 1/min:                    | 137 kW (186 PS) bei 6000                     | 177 kW (240 PS) bei 6000                     |
| Max. Drehmoment bei 1/min:             | 232 Nm bei 3200                              | 353 Nm bei 3200                              |
| Verdichtung:                           | 10,3:1                                       | 10,0:1                                       |
| Gemischaufbereitung:                   | Elektronische Einspritzung                   | Elektronische Einspritzung                   |
| Ventilsteuerung:                       | DOHC, 4 Ventile pro Zylinder                 | DOHC, 4 Ventile pro Zylinder                 |
| Kühlung:                               | Wasserkühlung                                | Wasserkühlung                                |
| Getriebe:                              | 5-Gang-Automatikgetriebe mit manuellem Modus | 5-Gang-Automatikgetriebe mit manuellem Modus |
| Antrieb, serienmäßig:                  | Hinterradantrieb                             | Hinterradantrieb                             |
| Antrieb, optional:                     | Allradantrieb                                | Allradantrieb                                |
| Radaufhängung vorn:                    | Einzelradaufhängung                          | Einzelradaufhängung                          |
| Radaufhängung hinten:                  | Mehrlenker-Einzelradaufhängung               | Mehrlenker-Einzelradaufhängung               |
| Bremsen:                               | Scheibenbremsen rundum, Bremskraftverstärker | Scheibenbremsen rundum, Bremskraftverstärker |
| Lenkung:                               | Zahnstangenlenkung, servounterstützt         | Zahnstangenlenkung, servounterstützt         |
| Spurweite vorn/hinten:                 | 1535/1540 mm                                 | 1535/1540 mm                                 |
| Radstand:                              | 2950 mm                                      | 2950 mm                                      |
| Abmessungen:                           | 4835 × 1795–1815 × 1910                      | 4795–4835 × 1795–1815 × 1910–1920 mm         |
| Leergewicht:                           | 2000–2170 kg                                 | 1980–2200 kg                                 |
| Höchstgeschwindigkeit:                 | nicht angegeben                              | nicht angegeben                              |
| 0–100 km/h:                            | nicht angegeben                              | nicht angegeben                              |
| Verbrauch (Liter/100 km, jap. Zyklus): | 11,2–11,9                                    | 12,5–12,8                                    |
| CO2-Emission (g/km):                   | 261–276                                      | 283–290                                      |

## Elgrand E52 (seit 2010)
Die dritte Generation des Elgrand wurde im August 2010 auf dem japanischen Markt eingeführt und teilt sich eine Plattform mit dem Nissan Quest der vierten Generation. Wie bereits das Vorgängermodell ist der E52 wahlweise mit sieben oder acht Sitzplätzen erhältlich und behält auch die markante Frontoptik der Baureihe mit zweistufigen Scheinwerfern sowie dem imposanten Kühlergrill bei. Der E52 ist in den Ausstattungsvarianten XG, Highway Star, Highway Star Premium, Rider und VIP erhältlich.
Die Sitzplätze sind in drei Reihen angeordnet, wobei die siebensitzige Ausführung in der zweiten Sitzreihe mit Einzelsitzen ausgerüstet ist, die wie der Fahrer- sowie Beifahrersitz über Fuß- und Armlehnen verfügen. Der Achtsitzer ist in der zweiten Reihe hingegen mit einer Sitzbank ausgestattet, die aber ebenfalls Armlehnen bietet und im Verhältnis 60/40 geteilt klappbar ist. Die dritte Sitzreihe lässt sich zur Vergrößerung des Stauraums bei allen Versionen umklappen oder komplett ausbauen. Die seitlichen Schiebetüren sind serienmäßig elektrisch betrieben und auch die Heckklappe kann optional mit einem automatischen Antrieb ausgestattet werden. Um den Komfort weiter zu steigern kommt eine optimale Geräuschdämmung zum Einsatz, zu der neben den üblichen Maßnahmen auch eine spezielle Akustikfrontverglasung und Reifen mit geringem Abrollgeräusch zählen. Auch ein Soundsystem von Bose mit 13 Lautsprechern und einem am Fahrzeughimmel montierten, einziehbaren 11-Zoll-Display für die Fondpassagiere ist erhältlich.
Der Elgrand bietet zahlreiche elektronische Helfer wie die bereits aus dem Vorgänger bekannte Einparkhilfe namens Around View Monitor, die eine Rundumsicht des Fahrzeuges aus der Vogelperspektive auf dem serienmäßig im Armaturenbrett montierten 9 Zoll Monitor erzeugt. Des Weiteren sorgt ein Getriebekontrollsystem je nach Fahrstil für ein optimales Schaltverhalten und ein Öko-Assistent unterstützt den Fahrer durch Abstimmungen an Motor und Getriebe, unter anderem auch durch Daten aus dem Navigationssystem, beim effizienten Fahren.
Für den E52 stehen zwei Benzinmotoren mit 2,5 und 3,5 Litern Hubraum und ein stufenloses Getriebe zur Verfügung. Das Automatikgetriebe kann auch in einem manuellen 6-Gang-Modus betrieben werden. Im Gegensatz zu den vorherigen Generationen des Elgrand ist der E52 serienmäßig mit Vorderradantrieb ausgerüstet, ein optionaler Allradantrieb ist jedoch weiterhin erhältlich.

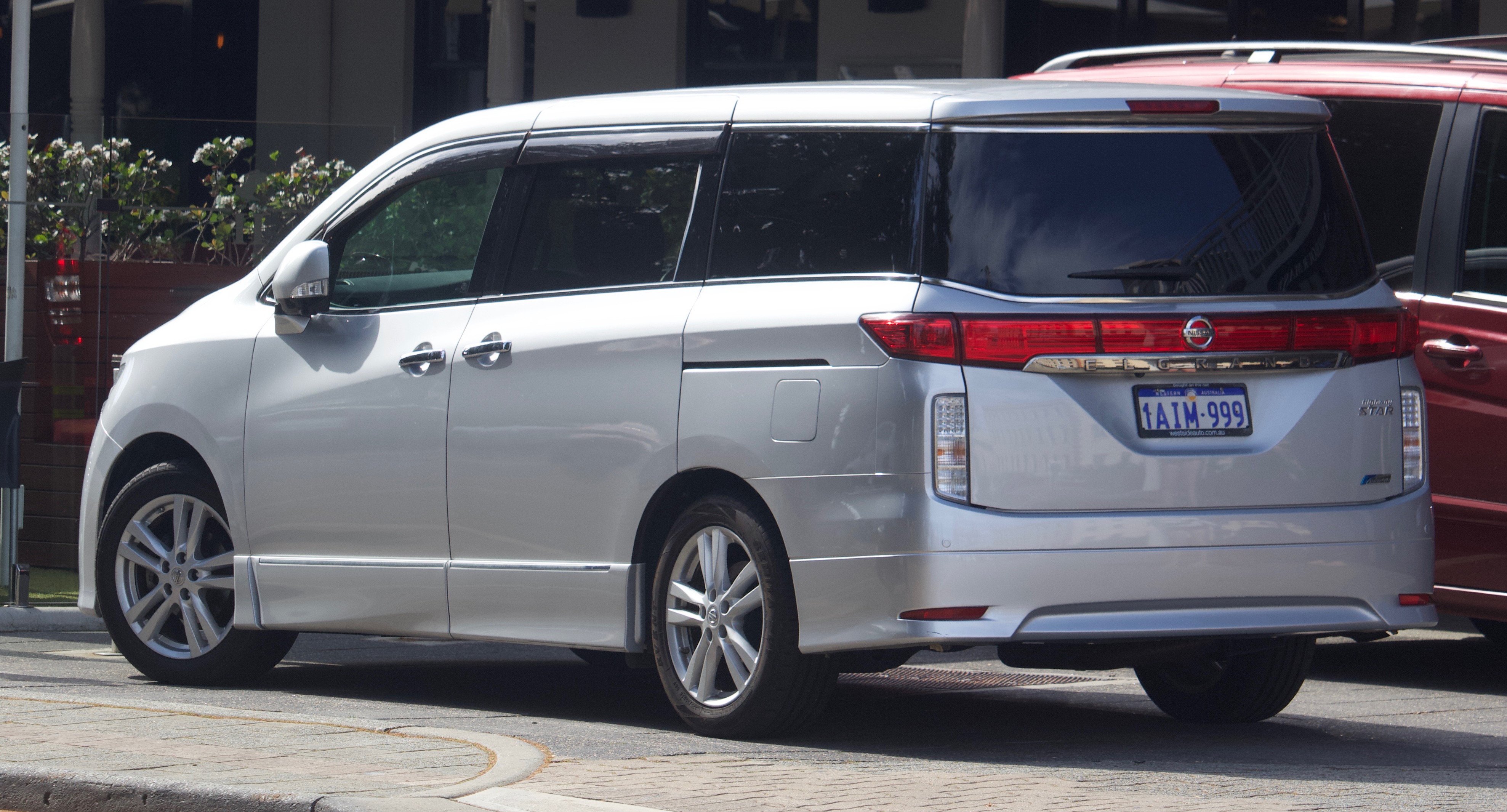
Heckansicht des Elgrand Highway Star
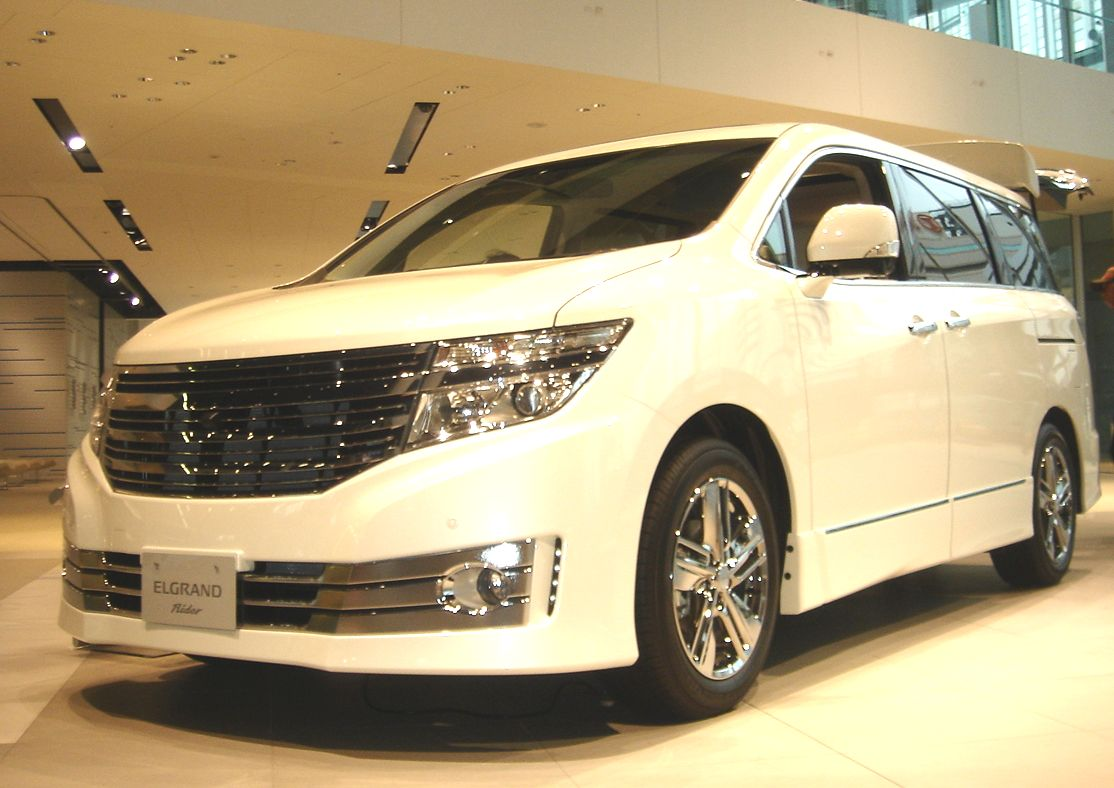
Elgrand Rider
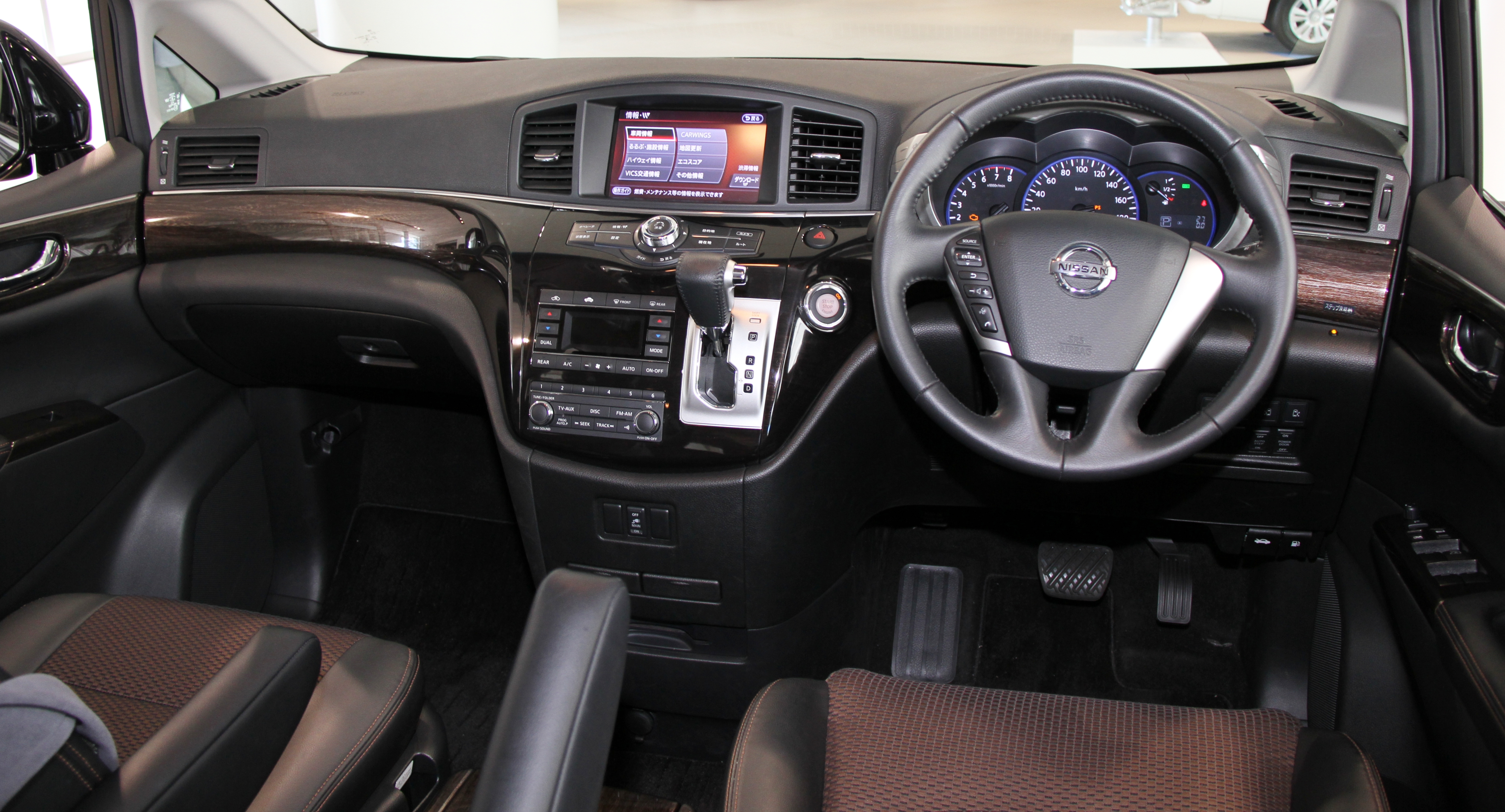
Interieur
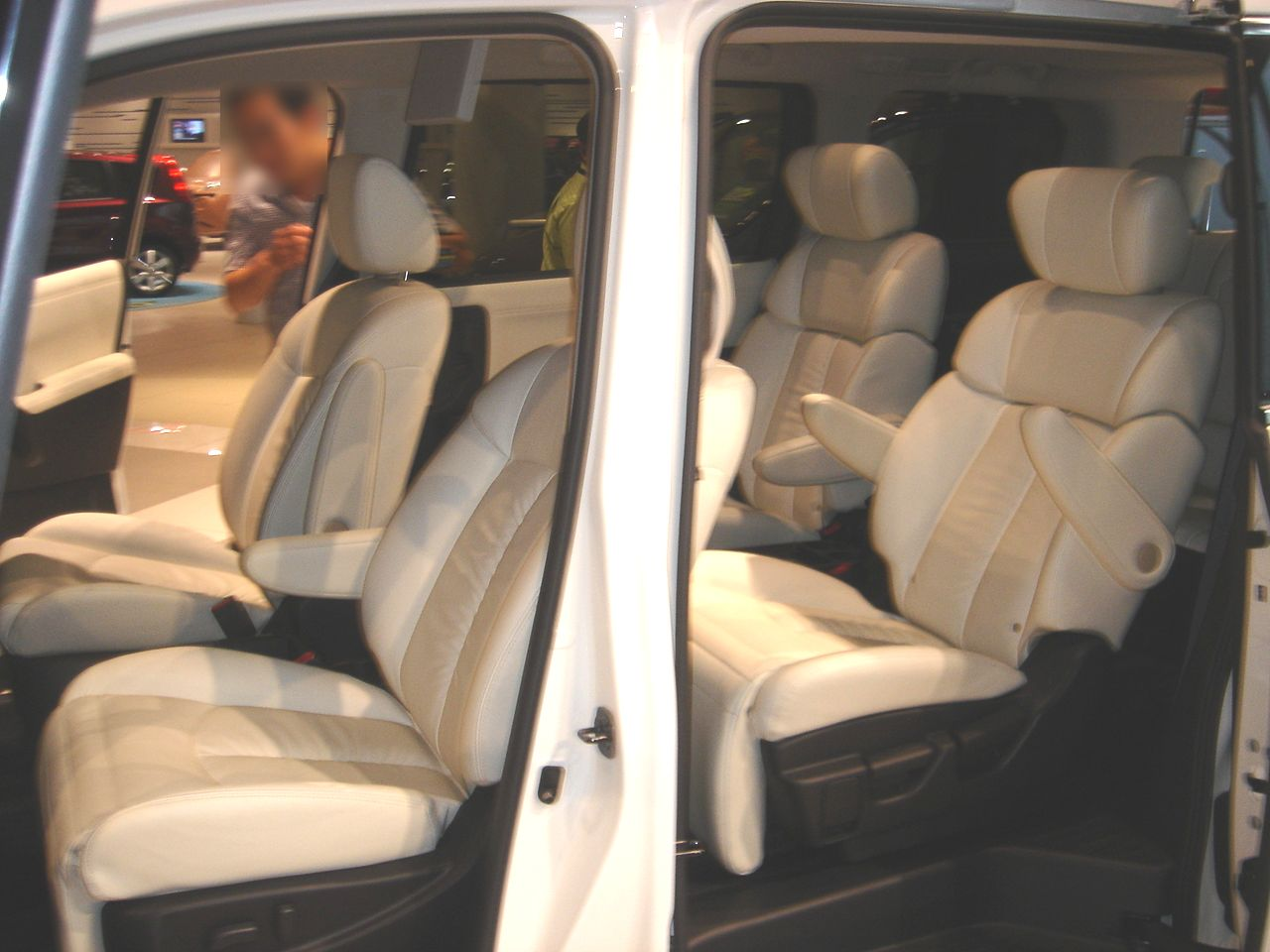
Einzelsitze in der zweiten Reihe des Siebensitzers

| Nissan Elgrand E52                     | 250                                          | 350                                          |
| -------------------------------------- | -------------------------------------------- | -------------------------------------------- |
| Bauzeitraum:                           | seit 2010                                    | seit 2010                                    |
| Motor:                                 | 4-Zylinder-Ottomotor in Reihenbauweise       | 6-Zylinder-V-Ottomotor                       |
| Hubraum:                               | 2488 cm³                                     | 3498 cm³                                     |
| Motortyp:                              | QR25DE                                       | VQ35DE                                       |
| Bohrung × Hub:                         | 89,0 × 100,0 mm                              | 95,5 × 81,4 mm                               |
| Leistung bei 1/min:                    | 125 kW (170 PS) bei 5600                     | 206 kW (280 PS) bei 6400                     |
| Max. Drehmoment bei 1/min:             | 245 Nm bei 3900                              | 344 Nm bei 4400                              |
| Verdichtung:                           | 9,6:1                                        | 10,3:1                                       |
| Gemischaufbereitung:                   | Elektronische Einspritzung                   | Elektronische Einspritzung                   |
| Ventilsteuerung:                       | DOHC, Steuerkette, 4 Ventile pro Zylinder    | DOHC, Steuerkette, 4 Ventile pro Zylinder    |
| Kühlung:                               | Wasserkühlung                                | Wasserkühlung                                |
| Getriebe:                              | CVT-Automatik mit manuellem 6-Gang-Modus     | CVT-Automatik mit manuellem 6-Gang-Modus     |
| Antrieb, serienmäßig:                  | Vorderradantrieb                             | Vorderradantrieb                             |
| Antrieb, optional:                     | Allradantrieb                                | Allradantrieb                                |
| Radaufhängung vorn:                    | Einzelradaufhängung                          | Einzelradaufhängung                          |
| Radaufhängung hinten:                  | Mehrlenker-Einzelradaufhängung               | Mehrlenker-Einzelradaufhängung               |
| Bremsen:                               | Scheibenbremsen rundum, Bremskraftverstärker | Scheibenbremsen rundum, Bremskraftverstärker |
| Lenkung:                               | Zahnstangenlenkung, servounterstützt         | Zahnstangenlenkung, servounterstützt         |
| Spurweite vorn/hinten:                 | 1600–1610/1600–1610 mm                       | 1600–1610/1600–1610 mm                       |
| Radstand:                              | 3000 mm                                      | 3000 mm                                      |
| Abmessungen:                           | 4915–4980 × 1850 × 1805–1815 mm              | 4915–4980 × 1850 × 1805–1815 mm              |
| Leergewicht:                           | 1900–2010 kg                                 | 2000–2160 kg                                 |
| Höchstgeschwindigkeit:                 | nicht angegeben                              | nicht angegeben                              |
| 0–100 km/h:                            | nicht angegeben                              | nicht angegeben                              |
| Verbrauch (Liter/100 km, jap. Zyklus): | 8,6–9,6 Normal                               | 10,2–11,1 Super                              |
| CO2-Emission (g/km):                   | 200–228                                      | 237–264                                      |